# Sallèles-d'Aude
Sallèles-d'Aude é uma comuna francesa na região administrativa de Occitânia, no departamento de Aude. Estende-se por uma área de 12,55 km². Em 2010 a comuna tinha 3 015 habitantes (densidade: 240,2 hab./km²).